# ناصر مؤذن
ناصر مؤذن نویسنده، مترجم و ناشر معاصر است. وی از نویسندگان پیشروی دهه چهل و پنجاه در جنوب کشور بود. او از نویسندگان نوگرای دهه‌های ۱۳۵۰ و ۱۳۶۰ است و به همراه نویسندگان دیگری از جمله عدنان غریفی، ناصر تقوایی، احمد محمود، احمد آقایی، منصور خاکسار، پرویز مسجدی، حسین رحمت، علی گلزاده، مسعود میناوی، بهرام حیدری، محمد ایوبی، پرویز زاهدی و نسیم خاکسار از شکل‌دهندگان داستان‌نویسی جنوب است.
ناصر مؤذن، یکی از اعضای هیئت نمایندگی حزب توده ایران بود. همچنین «نشر صلح» را نیز در ایران سرپرستی می‌کرد.

## ادبیات کارگری جنوب
مهم‌ترین بخش ادبیات اقلیمی تلاش نویسندگان جنوب کشور است، داستان‌هایی که دربارهٔ فرهنگ و طبیعت جنوب نوشته شده‌است. غالب این نویسندگان برخاسته از طبقهٔ متوسط شهری هستند و بدین ترتیب مکتب قصه‌نویسی خوزستان پدید می‌آید. قصه‌های ناصر تقوایی، احمد محمود، مسعود میناوی، ناصر مؤذن، محمد ایوبی، پرویز زاهدی، پرویز مسجدی، عدنان غریفی، نسیم خاکسار و بهرام حیدری دنیای داستان‌های فاکنر، همینگوی و کالدول را پیش چشم ما می‌گذارد.
پرداختن به زندگی کارگران غربت‌زده و باربران اسکله و تشریح فقر و محرومیت آن‌ها در داستان‌های جنوبی نمود خاصی دارد؛ وجود تأسیسات نفتی، پالایشگاه‌ها و کارخانه‌ها، بسیاری را از شهرها و روستاهای اطراف فریفت و به سمت خود جذب نمود، اما این کارگران سرگردان، با بی‌مهری کارفرمایان خارجی و داخلی مواجه می‌شدند و سرانجام در غربتی جان‌کاه زندگی طاقت‌فرسای خود را در کافه‌ها و بارها سپری می‌کردند. بیشترین نمود این گرایش را در آثار نویسندگان مکتب داستان‌نویسی خوزستان می‌بینیم. نویسندگانی چون احمد محمود، ناصر مؤذن، ناصر تقوایی، اغلب شخصیت‌هایشان را کارگران تشکیل می‌دهند که اغلب‌شان سرانجام به آوارگی و بی‌خانمانی و بی‌کاری تن می‌دهند و با فروش خون خویش به زندگی ادامه می‌دهند.
ناصر مؤذن نخستین داستان‌هایش را در سال ۱۳۴۷ ه‍.ش در مجلهٔ «خوشه» چاپ می‌کند. سبک نگارش مؤذن شبیه نوشته‌های ماکسیم گورکی است. از جمله آثار او می‌توان به داستان «شب‌های دوبه‌چی» (انتشار در سال ۱۳۵۰ ه‍. ش) اشاره کرد که به جامعهٔ جنوب، خارجی‌ها و کارمندان و کارگران شرکت نفت می‌پردازد. از دیگر آثار وی مجموعه داستان‌های «رقص در انبار» در سال ۱۳۵۲ ه‍.ش و داستان «آفتابگردان» در سال ۱۳۵۵ ه‍.ش است.
از بیادماندنی ترین کارهای غیر داستانی ناصر موذن همتش در جمع آوری مجموعه مشهور ده شب است.

## آثار

### تألیف

#### داستانی
- شب‌های دوبه‌چی، تهران: بهرنگ، ۱۳۵۰
- رق‍ص در ان‍ب‍ار: م‍ج‍م‍وع‍ه‍. ق‍ص‍ه، ت‍ه‍ران: [بی‌نا]، ۱۳۵۲
- آف‍ت‍اب‍گ‍ردان، ت‍ه‍ران: ن‍ی‍ل، ۱۳۵۷
- آخ‍ری‍ن ن‍گ‍اه از پ‍ل خ‍رم‍ش‍ه‍ر، [بی‌جا]: ج‍ه‍ان‌س‍و، ۱۳۶۰

#### مقالات
- «مسائل هنر معاصر» در ده شب: شبهای شاعران و نویسندگان در انجمن فرهنگی ایران−آلمان، ب‍ه ک‍وش‍ش: ن‍اص‍ر م‍ؤذن، ت‍ه‍ران: امیرکبیر، ۱۳۵۷

ناصر مؤذن علاوه بر نویسندگی مترجم آثاری از نویسندگان روسی و غیره نیز است.

### ترجمه
- س‍رگ‍ی ی‍س‍ه‌ن‍ی‍ن، ال‍ک‍س‍ان‍در ف‍اده‌ی‍ف، ک‍ن‍س‍ت‍ان‍ت‍ی‍ن ف‍دی‍ن و ن‍ام‍ه‌ای از ی‍ل‍ی‍ن‍س‍ک‍ی ب‍ه گ‍وگ‍ول؛ ک. زل‍ی‍ن‍س‍ک‍ی، ت‍ه‍ران: [بی‌نا]، ۱۳۵۲
- ب‍ازخ‍وان‍ی داس‍ت‍ای‍وس‍ک‍ی ب‍راس‍اس ن‍ق‍د ج‍ن‍ای‍ت و م‍ک‍اف‍ات، یوری فدوروویچ ک‍اری‍اک‍ی‍ن، ت‍ه‍ران: پیام ۱۳۵۳
- ه‍ن‍ر وص‍ف واق‍ع‍ی‍ت در ی‍ادداش‍ت‌ه‍ایی ب‍ر ک‍اره‍ای آن‍ت‍وان چ‍خ‍وف، س‍رگ‍ی زال‍ی‍گ‍ی‍ن، ت‍ه‍ران: [بی‌نا]، ۱۳۵۳
- زن‍دگ‍ی ح‍م‍اس‍ی ن‍ی‍ک‍لای آس‍ت‍روف‍س‍ک‍ی، س‍م‍ی‍ون ت‍رگ‍اب، تهران: صلح، ۱۳۵۷
- لنین در مخفیگاه: دفترچه آبی، ایمانوئل کازاکه‌ویچ، تهران: صلح، ۱۳۵۸
- دربارهٔ ادبیات و فرهنگ ملی، اگوستینونتو، [بی جا]: پیک ایران، ۱۳۵۹
- ه‍م‍زاد، ف‍ئ‍ودور داس‍ت‍ای‍وس‍ک‍ی، ت‍ه‍ران: ن‍ش‍ر ت‍ن‍در، ۱۳۶۸
- آم‍وخ‍ت‍ن ب‍رای زی‍س‍ت‍ن، آن‍ت‍وان س‍م‍ی‍ون‍ووی‍چ م‍اک‍ارن‍کو، ت‍ه‍ران: ن‍ش‍ر ج‍وان، ۱۳۶۹
- اش‍ع‍هٔ م‍رگ، ال‍ک‍س‍ی ت‍ول‍س‍ت‍وی، ت‍ه‍ران: ن‍ش‍ر ت‍ن‍در، ۱۳۷۰[۴]